# Dawkomierz indywidualny SOR/T
Dawkomierz indywidualny SOR/T – przyrząd dozymetryczny używany w Wojsku Polskim. Zastąpił dozymetr DKP-50.

## Charakterystyka przyrządu
Dawkomierz indywidualny SOR/T  przeznaczony jest do pomiaru promieniowania gamma oraz impulsu promieniowania gamma i neutronowego od eksplozji broni jądrowej. Odczyt wskazań przyrządu jest możliwy na wyświetlaczu lub przez zastosowanie taktycznego czytnika dawkomierzy XOM/T. Ten ostatni wchodzi w skład systemu SOR – tactical dosimetry system i jest przeznaczony do polowych odczytów, archiwizowania i przetwarzania wskazań dawkomierzy SOR/T dla żołnierzy i pododdziałów. Może obsłużyć do 250 dawkomierzy indywidualnych zarządzając pobranymi z nich danymi. Transmisja parametrów odbywa się zdalnie.
| Dane taktyczno – techniczne                                                                          | Dane taktyczno – techniczne |
| --- | --------------------------- |
| Zakres pomiarowy dawki pochłoniętej od impulsu promieniowania gamma i neutronowego wybuchu jądrowego | 5 cGy – 10 Gy               |
| Zakres pomiarowy wielokrotnych dawek pochłoniętych                                                   | 1 pGy – 10 Gy               |
| Zakres pomiarowy wielokrotnych dawek pochłoniętych                                                   | do 10 Gy/h                  |
| Temperatura pracy                                                                                    | -20 – 50°C.                 |
| Wymiary                                                                                              | 80,4x48x9 mm                |
| Masa                                                                                                 | 55 g                        |